# Mosiera contrerasii
Mosiera contrerasii är en myrtenväxtart som först beskrevs av Cyrus Longworth Lundell, och fick sitt nu gällande namn av Leslie Roger Landrum. Mosiera contrerasii ingår i släktet Mosiera och familjen myrtenväxter. Inga underarter finns listade i Catalogue of Life.